# Justin Murisier
Justin Murisier (Martigny, 8 gennaio 1992) è uno sciatore alpino svizzero.

## Biografia

### Stagioni 2008-2013
Murisier, originario di Prarreyer di Bagnes, ha fatto il suo esordio in gare FIS il 22 novembre 2007, disputando uno slalom speciale a Zinal senza classificarsi. Ha esordito in Coppa Europa il 3 dicembre 2009 a Val Thorens in slalom speciale (28º) e in Coppa del Mondo il 10 gennaio 2010 sul difficile tracciato dello slalom gigante di Adelboden, non riuscendo a qualificarsi per la seconda manche.
Ha ottenuto i primi punti (nonché primo piazzamento fra i primi dieci) in Coppa del Mondo nello slalom speciale di Val-d'Isère del 12 dicembre 2010 (8º) e il 18 gennaio successivo ha conquistato il primo podio in Coppa Europa giungendo 3º nello slalom gigante tenutosi sulle nevi di casa di Zuoz, mentre ai Mondiali juniores di Crans-Montana 2011 si è aggiudicato la medaglia d'argento sia nello slalom speciale sia nella combinata e quella di bronzo nel supergigante. Nella stessa stagione ha anche esordito ai Campionati mondiali: a Garmisch-Partenkirchen 2011 è stato 13º nello slalom gigante e 25º nello slalom speciale.

### Stagioni 2014-2025
Ai XXII Giochi olimpici invernali di Soči 2014, sua prima partecipazione olimpica, non ha completato la prova di slalom speciale, mentre ai Mondiali di Vail/Beaver Creek 2015 è stato 30º nello slalom gigante e 13º nello slalom speciale. Il 22 febbraio 2015 a Nakiska ha vinto la sua prima gara in Nor-Am Cup, uno slalom gigante. Ai Mondiali di Sankt Moritz 2017 si è classificato 8º nello slalom gigante e 6º nella combinata; l'anno dopo ai XXIII Giochi olimpici invernali di Pyeongchang 2018 non ha completato lo slalom gigante e la combinata.
Il 20 dicembre 2020 ha ottenuto il primo podio in Coppa del Mondo, nello slalom gigante della Gran Risa in Alta Badia (3º), e ai successivi Mondiali di Cortina d'Ampezzo 2021 si è classificato 8º nella combinata, non ha completato lo slalom gigante e non si è qualificato per la finale nello slalom parallelo. L'anno dopo ai XXIV Giochi olimpici invernali di Pechino 2022 si è piazzato 4º nella combinata, 6º nella gara a squadre e non ha completato lo slalom gigante, mentre ai Mondiali di Courchevel/Méribel 2023 è stato 12º nella discesa libera e non ha completato la combinata. Il 6 dicembre 2024 ha conquistato la prima vittoria in Coppa del Mondo, nella discesa libera della Birds of Prey di Beaver Creek e ai successivi Mondiali di Saalbach-Hinterglemm 2025 si è classificato 8º nella discesa libera.

## Palmarès

### Mondiali juniores
- 3 medaglie:
  - 2 argenti (slalom speciale, combinata a Crans-Montana 2011)
  - 1 bronzo (supergigante a Crans-Montana 2011)

### Coppa del Mondo
- Miglior piazzamento in classifica generale: 17º nel 2022
- 2 podi (1 in discesa libera, 1 in slalom gigante):
  - 1 vittoria
  - 1 terzo posto

#### Coppa del Mondo - vittorie
| Data            | Località     | Paese       | Specialità |
| --------------- | ------------ | ----------- | ---------- |
| 6 dicembre 2024 | Beaver Creek | Stati Uniti | DH         |

Legenda:

DH = discesa libera

#### Coppa del Mondo - gare a squadre
- 2 podi:
  - 2 vittorie

### Coppa Europa
- Miglior piazzamento in classifica generale: 8º nel 2011
- 3 podi (2 in slalom gigante, 1 in slalom speciale):
  - 2 secondi posti
  - 1 terzo posto

### Nor-Am Cup
- Miglior piazzamento in classifica generale: 24º nel 2015
- 2 podi:
  - 1 vittoria
  - 1 secondo posto

#### Nor-Am Cup - vittorie
| Data             | Località | Paese  | Specialità |
| ---------------- | -------- | ------ | ---------- |
| 22 febbraio 2015 | Nakiska  | Canada | GS         |

Legenda:

GS = slalom gigante

### South-American Cup
- Miglior piazzamento in classifica generale: 29º nel 2015
- 1 podio:
  - 1 terzo posto

### Far East Cup
- Miglior piazzamento in classifica generale: 53º nel 2018
- 1 podio:
  - 1 terzo posto

### Campionati svizzeri
- 15 medaglie[2]:
  - 6 ori (slalom gigante, supercombinata nel 2010; slalom gigante nel 2016; slalom gigante nel 2021; supergigante nel 2022; discesa libera nel 2023)
  - 4 argenti (slalom speciale nel 2011; slalom gigante nel 2015; slalom gigante nel 2017; discesa libera nel 2022)
  - 5 bronzi (supergigante nel 2009; supercombinata nel 2011; slalom speciale nel 2014; slalom speciale nel 2016; slalom gigante nel 2022)